# Újvidéki zsinagóga
Az Újvidéki zsinagóga (szerbül: Новосадска синагога / Novosadska sinagoga) a szerbiai Újvidék kulturális intézményeinek egyike. A Jevrejska (zsidó) utcában, a város központjában található zsinagóga történelmi mérföldkőnek számít, amely a helyi neológ zsidó gyülekezetet szolgálta.

## Története
Az akkor még az Osztrák-Magyar Monarchiához tartozó Újvidék zsinagógája 1905 és 1909 között épült fel a neves magyar zsinagógaépítész, Baumhorn Lipót tervei alapján. Egy nagyobb épületkomplexum része volt, amely a zsinagóga mindkét oldalán két, hasonló mintázatú díszítést tartalmazott: az egyik épület a zsidó iskola, a másik a zsidó közösség irodája volt.
A második világháború előtt Újvidék 80 000 lakosából 4000 zsidó volt. A holokausztot nagyjából 1000-en élték túl, közülük a háború után sokan Izraelbe vándoroltak ki; napjainkban az újvidéki zsidók számát 400-ra becsülik. Az épületet már nem használják vallási célokra, helyette kulturális rendezvényeket tartanak benne. 1991-ben az Újvidéki zsinagógát kulturális védelem alá helyezték.

## Képtár

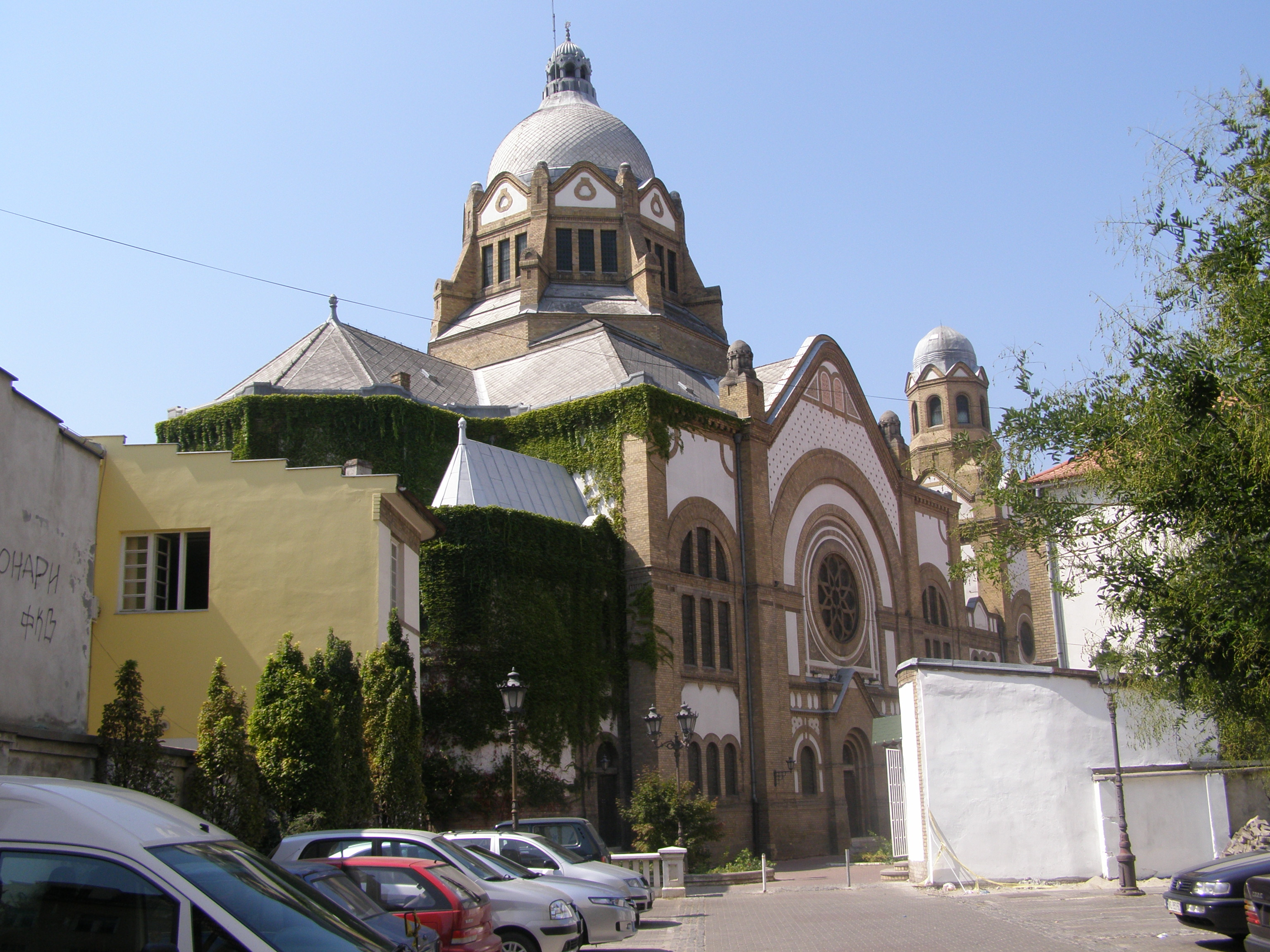
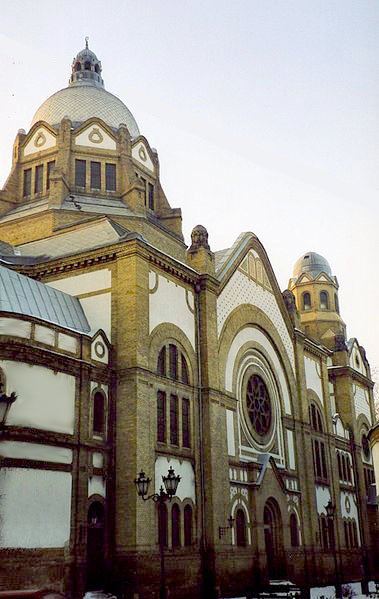
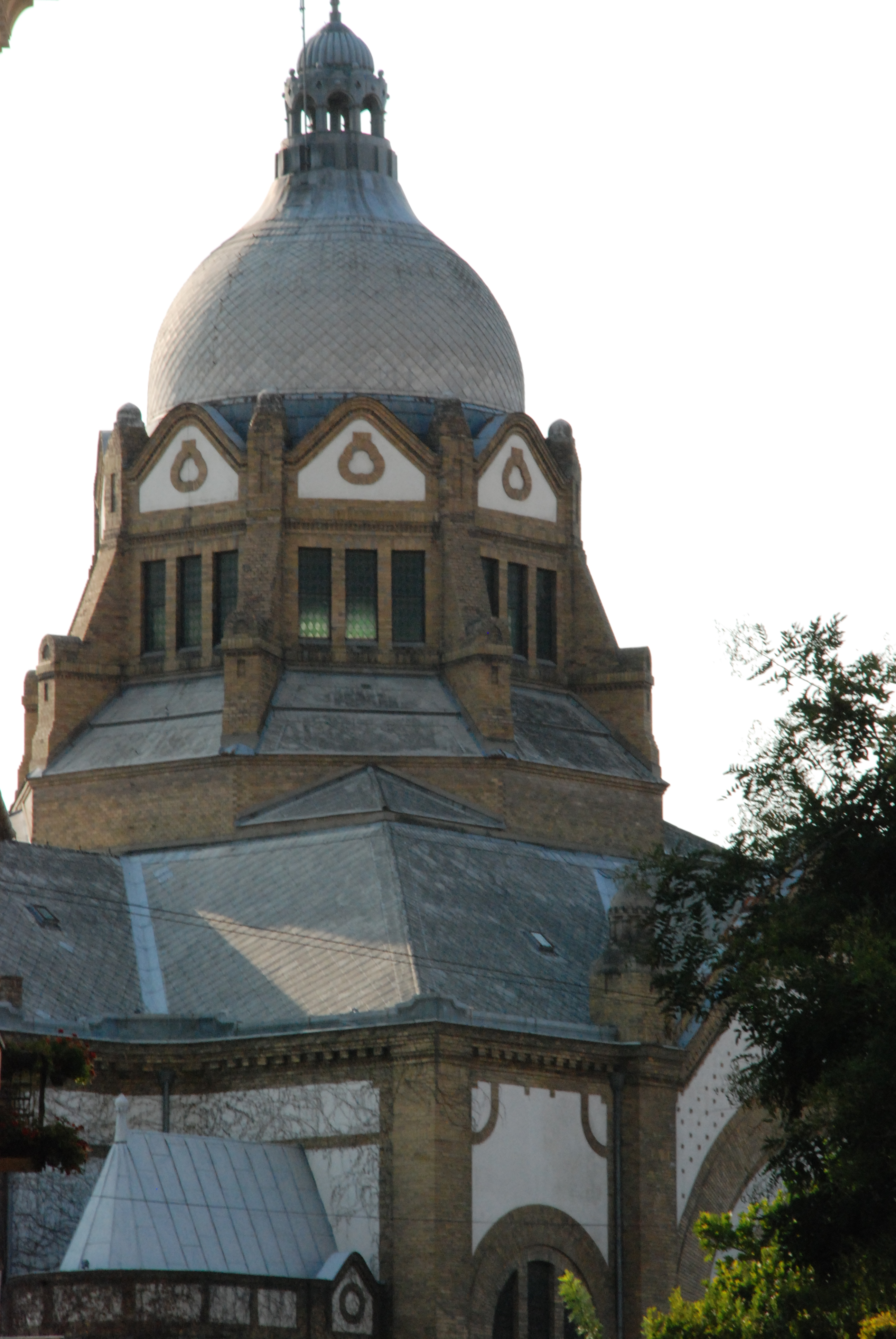
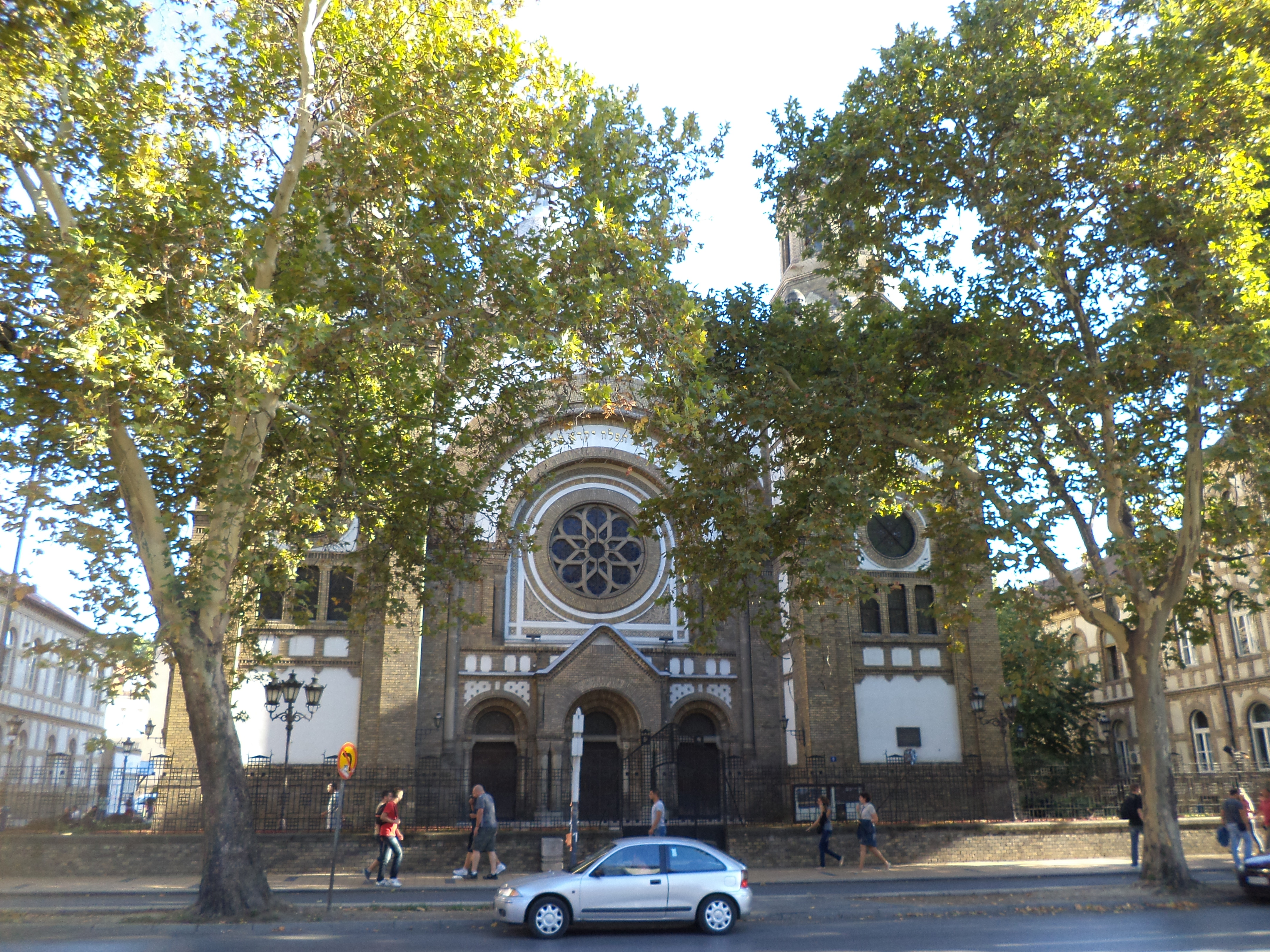
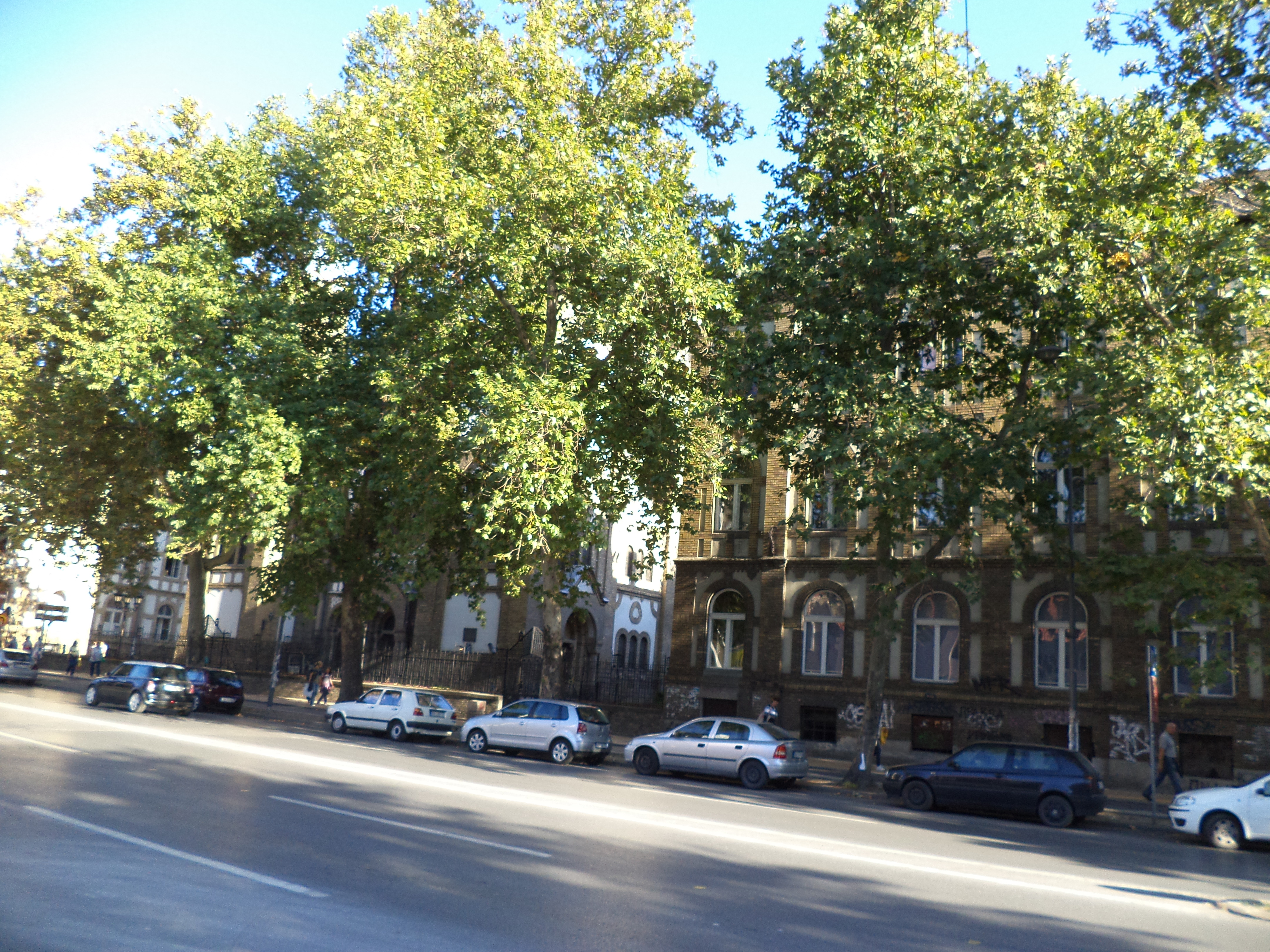
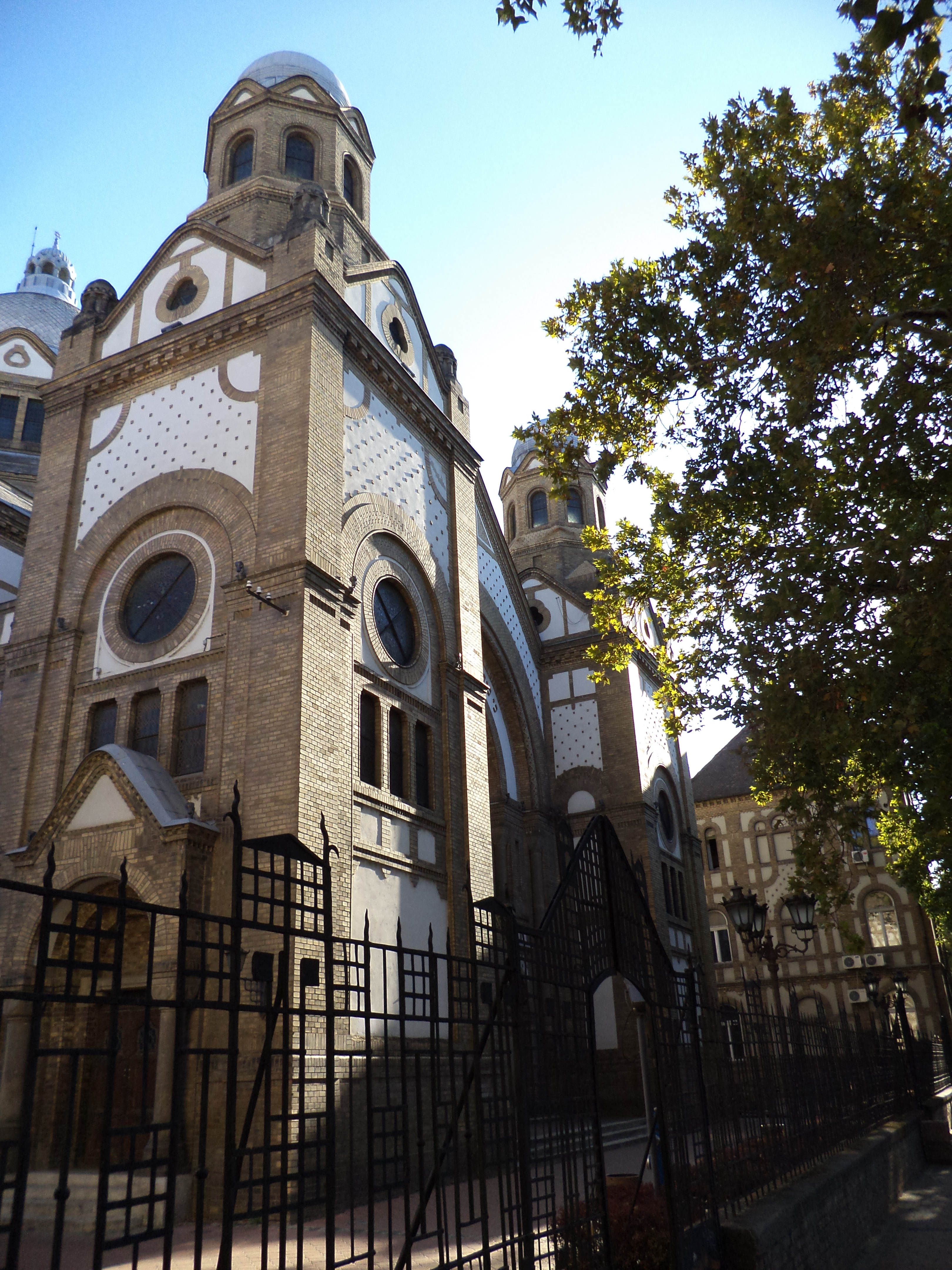
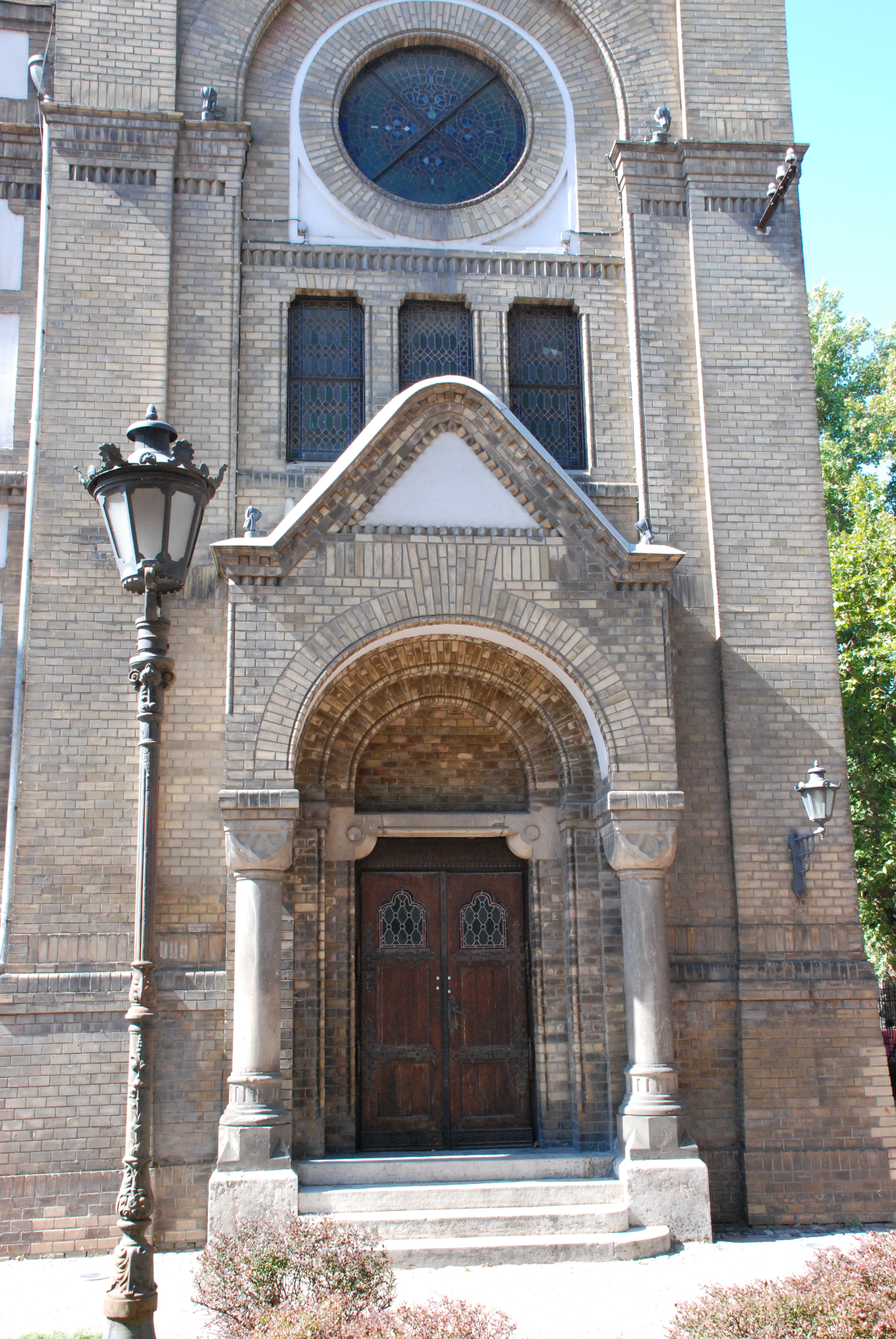
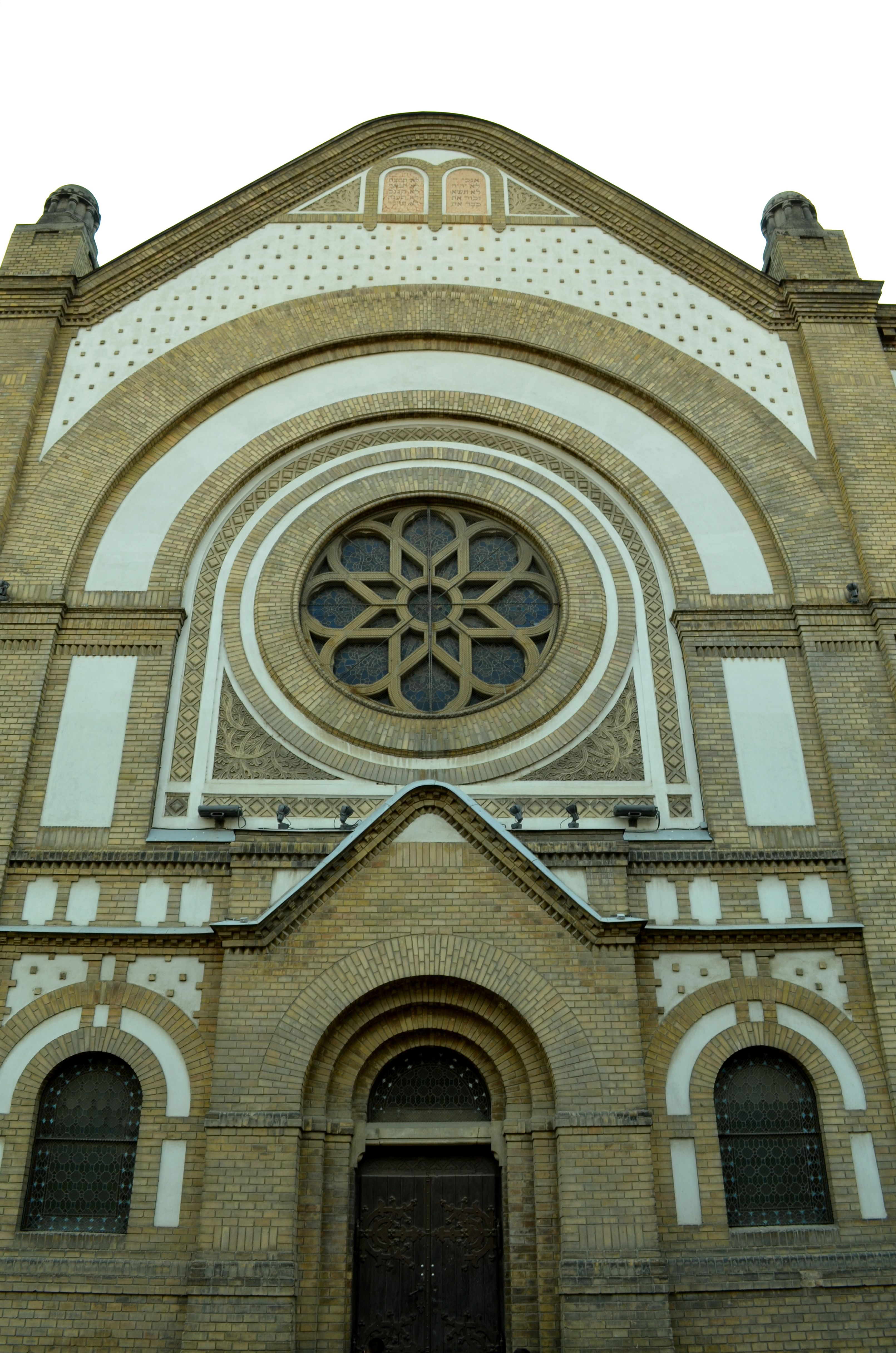
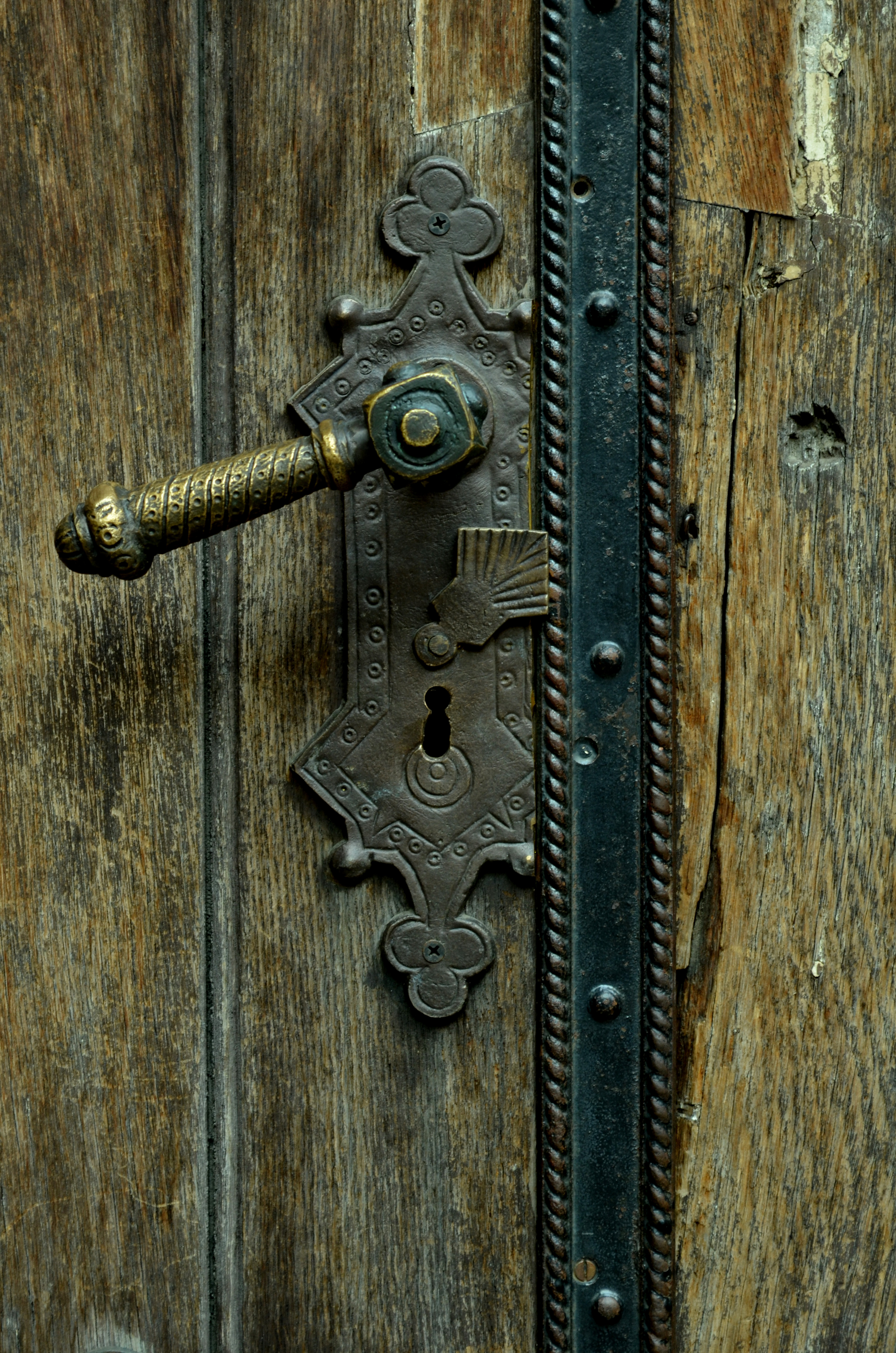
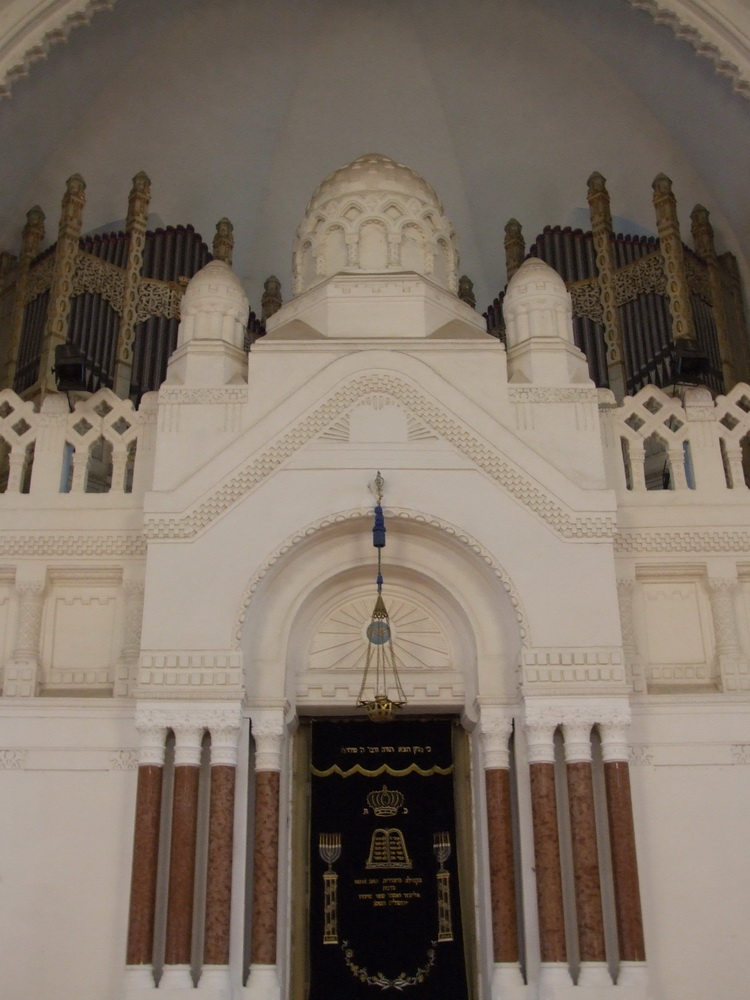

## Fordítás
- Ez a szócikk részben vagy egészben  a   Novi Sad Synagogue című angol Wikipédia-szócikk fordításán alapul.  Az eredeti cikk szerkesztőit annak laptörténete sorolja fel. Ez a jelzés csupán a megfogalmazás eredetét és a szerzői jogokat jelzi, nem szolgál a cikkben szereplő információk forrásmegjelöléseként.